# آیمن ناپل
آیمن ناپل (انگلیسی: Aiman Napoli؛ زادهٔ ۲ ژوئیهٔ ۱۹۸۹) بازیکن فوتبال اهل ایتالیا است.
از باشگاه‌هایی که در آن بازی کرده‌است می‌توان به باشگاه فوتبال اینتر میلان، باشگاه فوتبال هلاس ورونا، باشگاه فوتبال مودنا، باشگاه فوتبال کروتونه، و باشگاه فوتبال پیزا اشاره کرد.